# Chalcosyrphus cascadensis
Chalcosyrphus cascadensis is een vliegensoort uit de familie van de zweefvliegen (Syrphidae). De wetenschappelijke naam van de soort is voor het eerst geldig gepubliceerd in 1965 door Weems.